# Minin-und-Poscharski-Platz
Der Minin-und-Poscharski-Platz (russisch Площадь Минина и Пожарского Ploschtschad' Minina i Poscharskogo. Kurzer Name – Mininplatz) ist der Hauptplatz von Nischni Nowgorod. Er ist ein soziales und kulturelles Zentrum der Stadt und befindet sich im Nischegorodski-Stadtbezirk von der südöstlichen Seite des Kreml.
Der Platz verbindet die zentralen Straßen der Stadt: Bolschaja-Pokrowskaja, Warwarskaja, Uljanow, Minin-Straße, Ober-Wolga-Böschung und Selenski-Abstieg. Es gibt viele architektonische Sehenswürdigkeiten, die Minin Universität, die Lobatschewski-Universität und der Medizinischen Akademie; Denkmäler zu Minin und Tschkalow; Ausstellungskomplex, sowie der erste Stadtbrunnen.
Der Straßenverkehr wird über den Platz abgewickelt. Der Straßenverkehr überschneidet sich nur an Feiertagen und während anderer Ereignisse.

## Geschichte

### Russisches Zarenreich

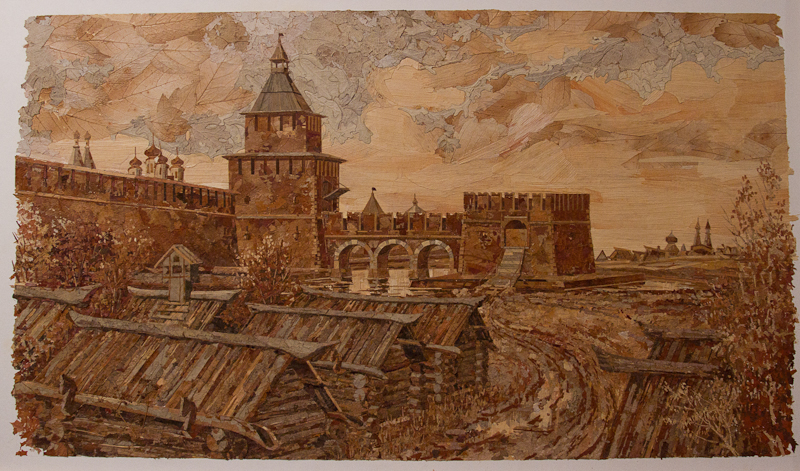
Kreml von Nischni Nowgorod. St.-Dimitrios-Turm mit einem Brückenkopf. 17. Jahrhundert. Alexander Jurkow

Bevor der Platz Gestalt annahm, befanden sich an seiner Stelle Holzhäuser, Schmieden und ein tiefer Graben, der mit Wasser gefüllt war, um ein Eindringen in den Kreml zu verhindern.
Zuerst wurde der Platz inoffiziell als Werchneposadskaja bezeichnet. Es war das Zentrum der Oberen Posad. Es war das Zentrum des oberen Posad: Hier gab es Handelswege über Land, es wurde gehandelt, um den Bedarf des oberen Teils der Stadt zu decken.
Der Durchgangsturm war durch eine steinerne Bogenbrücke mit einem Brückenkopf verbunden – einem fünfeckigen Umleitungsbogen, der von einem Wassergraben umgeben war. So wurden Angriffe auf den Kreml während der Überfälle des Khanats Kasan abgewehrt. Einige Jahre nach dem Bau des Turms, im Jahr 1378, wurde davor eine Holzkirche im Namen des heiligen Demetrius von Thessaloniki errichtet, die nach einer Version dem Turm selbst den Namen gab. 1641 wurde die Kirche St. Alexej Metropolit. 1697 wurde die Holzkirche des Demetrius von Thessaloniki durch eine steinerne Verkündigungskathedrale (russisch Благовещенский собор Blagoweschtschenski sobor) ersetzt und der Blagoweschtschenskaja-Platz (Verkündigungsplatz ) genannt.

### Russisches Kaiserreich

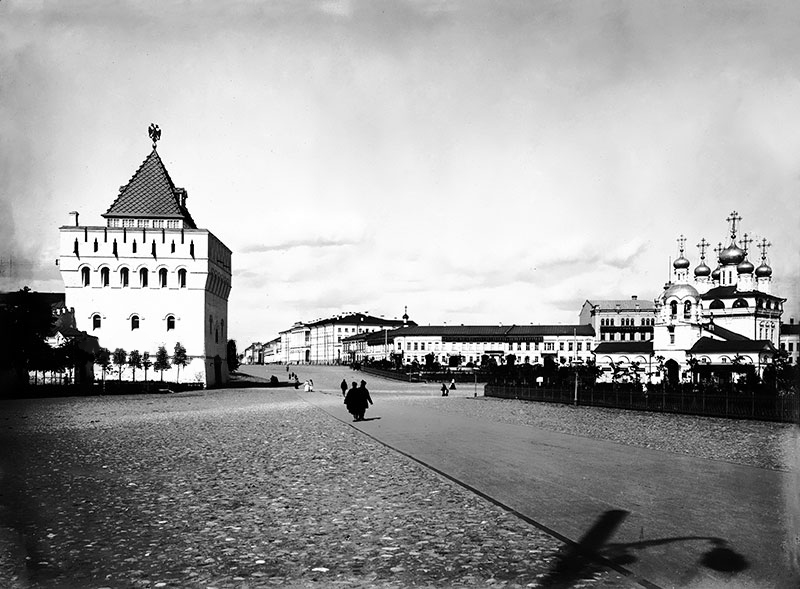
Verkündigung-Platz und Verkündigungskathedrale

Der erste regelmäßige Plan des Platzes wurde im Jahre 1770 erarbeitet. Nach dem Brand von 1768 wurde auf Antrag der Gouvernement-Behörden in der St. Petersburger Baukommission ein regelmäßiger Stadtentwicklungsplan erstellt, aber der Mangel an örtlichen erfahrenen Stadtplanern behinderte die Umsetzung des Plans. Nach dem Plan war das Quadrat trapezförmig. Der Plan stellte die Richtungen der abfahrenden Straßen fest und stellte für den Bau des Platzes und der angrenzenden Straßen nur durch Steinhäuser zur Verfügung.
Die Umwandlung des Platzes begann 1779, als Jakow Ananjin zum Architekten ernannt wurde. Im Jahre 1782 wurden die alten Brückenköpfe abgebaut, der Graben war gefüllt. An ihrer Stelle wurden Reihen von Holzhandelsständen gebaut. Während der allgemeinen Abgrenzung der Stadt im Jahre 1784–1787 wurden neue Straßen gelegt und Holzbauten im Zentrum des Platzes wurden zerstört. Im Jahr 1787 wurde ein Komplex von Gebäuden der Post gebaut. Die Linie zwischen dem Warwarskaja und Tichonow (jetzt Uljanow) Straßen wurde von dem Herrenhaus mit den Nebengebäuden des Vizegouverneurs Pjotr Jelagin besetzt. Privathäuser an den Seiten des Platzes, die nicht dem Plan entsprechen, wurden bis Anfang des 19. Jahrhunderts bewahrt. Die Gebäude wurden nicht repariert, so dass sie später abgerissen werden konnten.

### Sowjetzeit

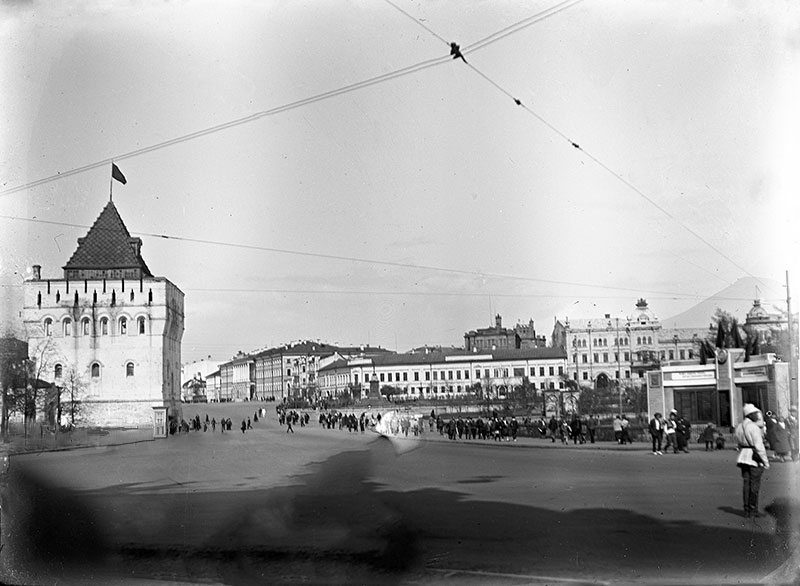
Sowjet-Platz. Die 1930er Jahre

Nach der Oktoberrevolution wurde der Verkündigungs-Platz in „Sowjet-Platz“ umbenannt. Alle kirchlichen Utensilien wurden in der Verkündigungskathedrale und der Kirche von St. Alexius der Metropolitan geplündert, und eine Vielzahl von Handelsgeschäften wurden in den Gebäuden selbst eröffnet. In den 1930er Jahren wurden beide Kirchen abgerissen. Die Bolschewiki ließen auch ein Denkmal für Alexander II. abreißen. Lange Zeit blieb nur noch ein leerer Sockel, dessen Zerstörung ebenfalls beschlossen wurde.
In den Jahren 1935–1937 entwickelte das Leningrader Institut „Giprogor“ einen allgemeinen Plan für die sozialistische Stadt Gorki (Name Nischni Nowgorods in der Sowjetzeit), was eine radikale Veränderung der bestehenden Planungsstruktur zur Folge hatte. Der Sowjet-Platz war damals rund entworfen, seine Fläche wurde deutlich erhöht durch den Abriss einiger der Mauern und Türme des Kremls, die in jenen Jahren als „ein Denkmal des geizigen Feudalismus und der zaristischen Autokratie, Zeuge der schrecklichen Seiten der blutigen Vergangenheit“ wahrgenommen wurde.
Die Umsetzung dieser Projekte wurde durch den Ausbruch des Zweiten Weltkrieges verhindert.
Im Jahr 1943, an der regelmäßigen Sitzung des Gorki-Regionalkomitees, wurde beschlossen, die Moral der Bürger im Kampf gegen den Nationalsozialismus zu erhöhen. Zu diesem Zweck wurde das erste Denkmal für Kusma Minin auf dem Platz aufgestellt, der von nun an Minin-und-Poscharski-Platz genannt wurde.
Im Jahr 1985 wurde das alte Minin-Denkmal demontiert und zur Wiederherstellung nach Balachna geschickt, wo es blieb. Vier Jahre später, 1989, wurde ein neues Denkmal vom sowjetischen Bildhauer Oleg Komov errichtet.

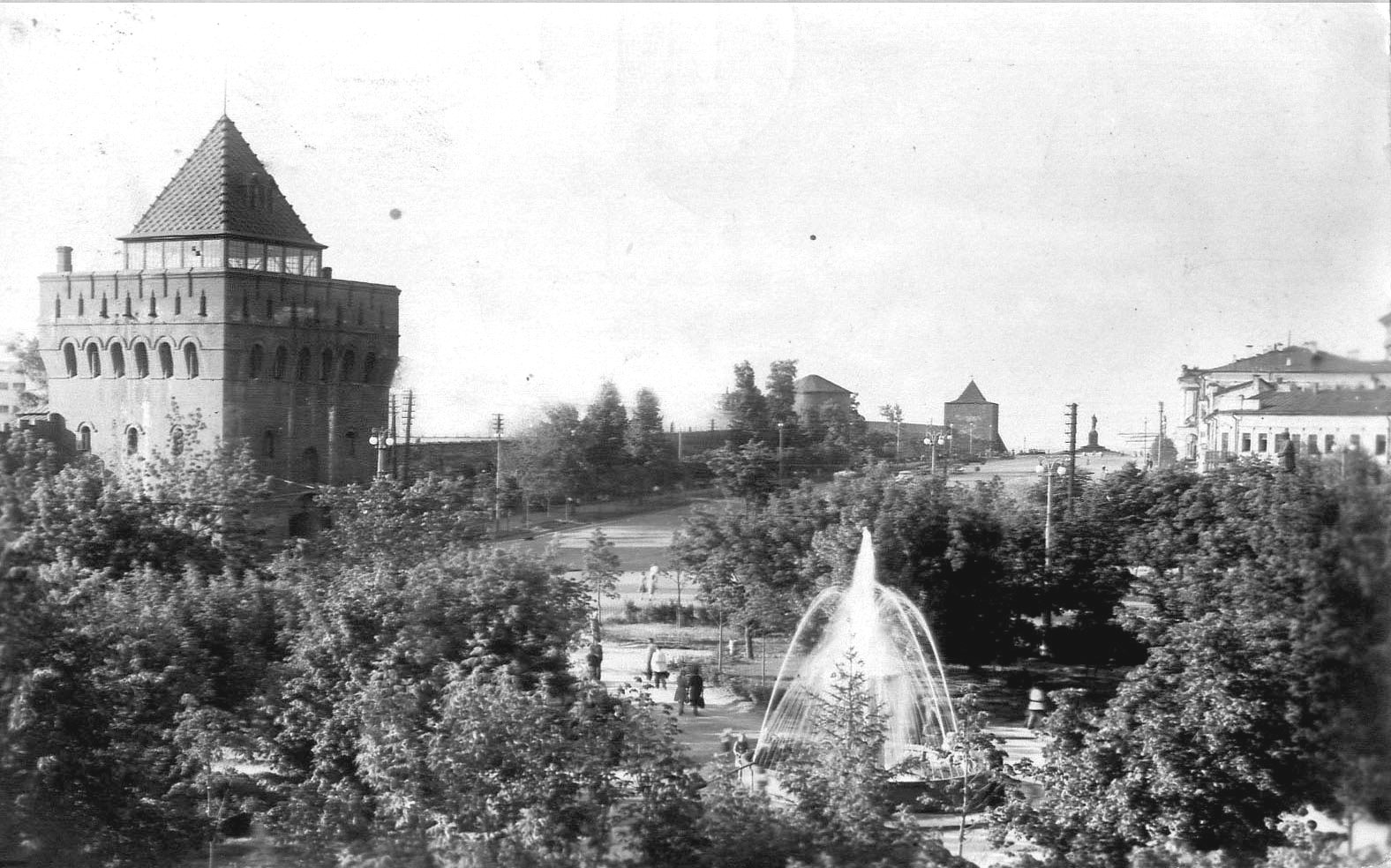
Sowjet-Platz. 1940
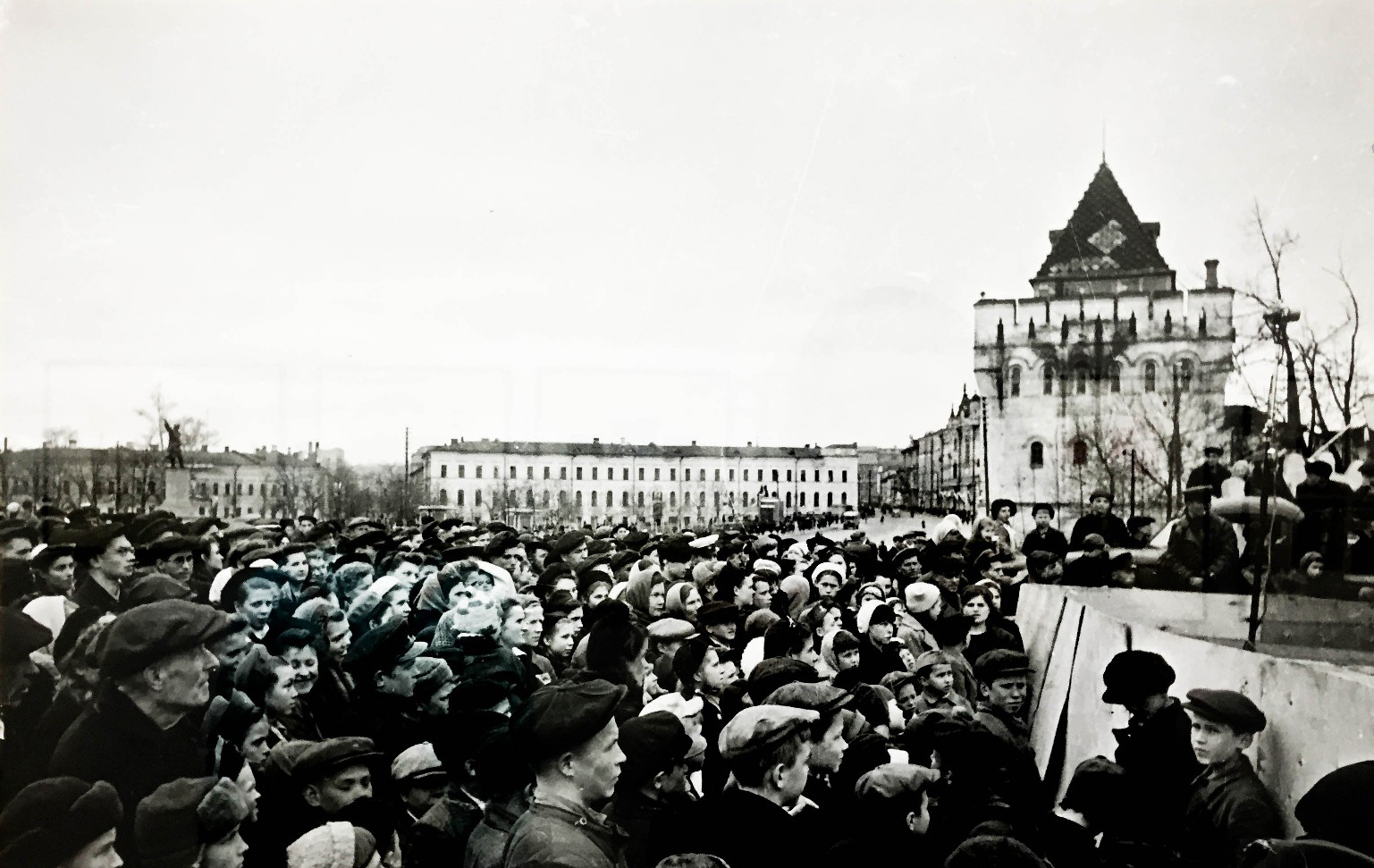
Die Bürger hören die Ankündigung der Kapitulation Nazi-Deutschlands im Zweiten Weltkrieg auf dem Minin-und-Posharski-Platz
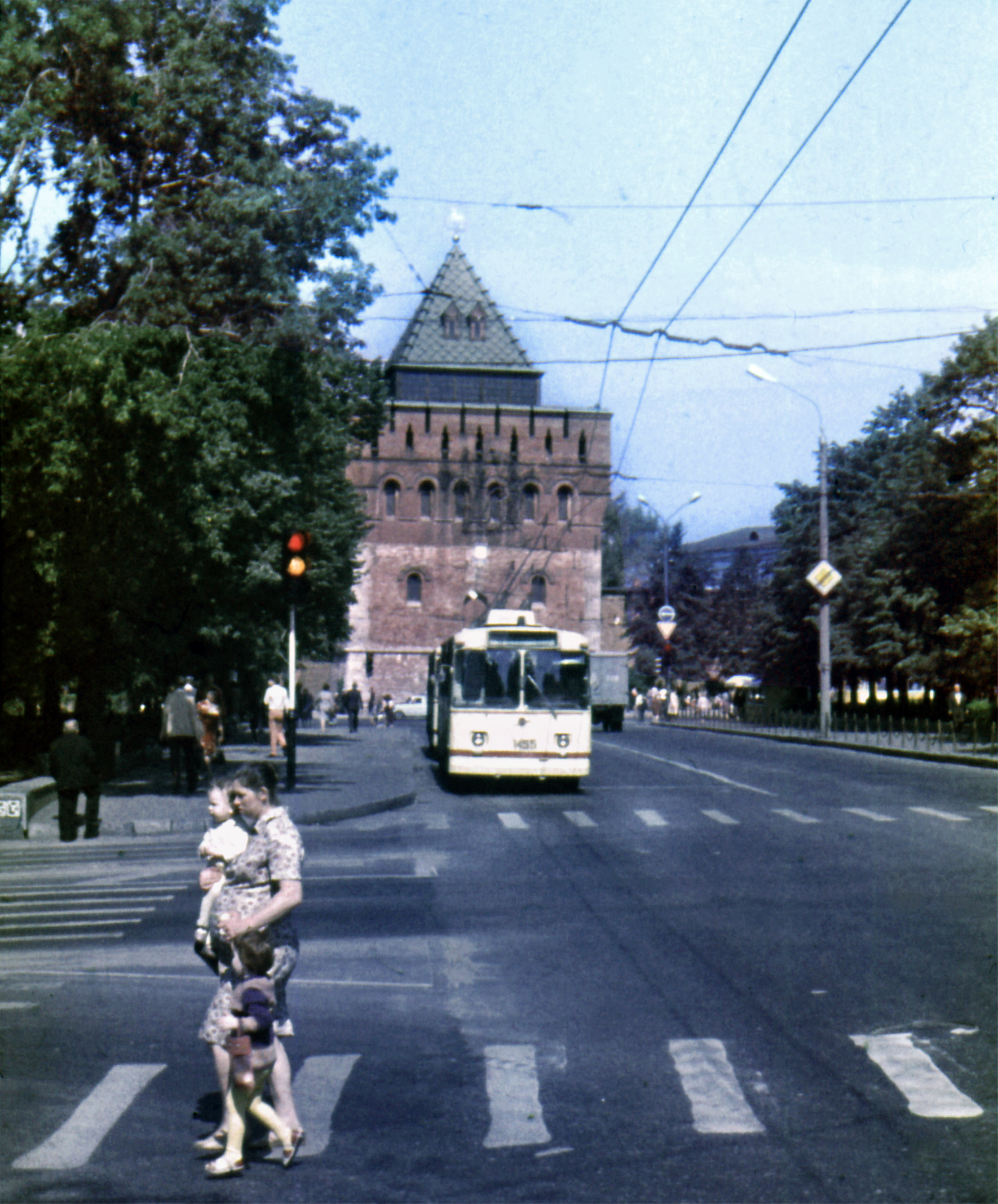
Der Demetrius-Turm des Kreml

### Gegenwart

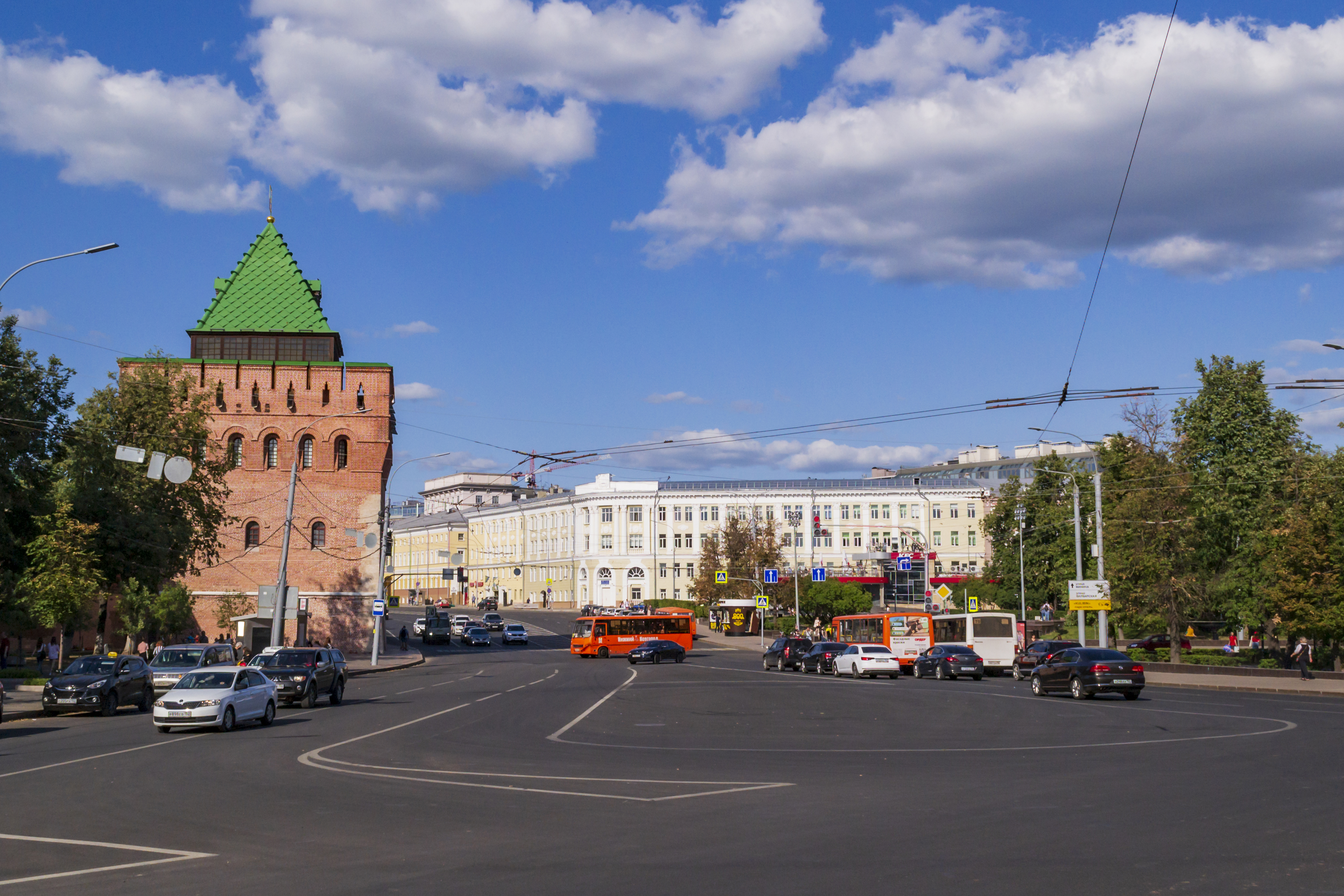
Minin-und-Poscharski-Platz

Nach der Auflösung der Sowjetunion, in den frühen 1990er Jahren, wurden einzelne Stände und Handelszelte auf dem Platz installiert. Doch sie hielten nicht lange. In den frühen 2000er Jahren wurde eine Initiative in der Stadt ins Leben gerufen, um kleine Einzelhandelsgeschäfte in zentralen Plätzen und Straßen zu beseitigen.
Anfang 2009 betrachtete die Verwaltung der Stadt und der Region die von den Investoren vorgeschlagenen Projekte für den Wiederaufbau des Minin- und Poscharski-Platzes. Die Projekte für den Bau eines U-Bahn-Shopping und Entertainment-Center zur Verfügung gestellt. Es wurde auch vorgeschlagen, die Verkündigungskathedrale und die Kirche von St. Alexius der Metropolitan wiederherzustellen. Die Veränderung der gewöhnlichen Form des Platzes wurde als unannehmbar angesehen. Der Stadtplanungsrat unter dem Gouverneur genehmigte eines der Projekte, trotz der Notwendigkeit seit vielen Jahren der Vorarbeiten von Archäologen, sowie die Gefahr der Verschlechterung der Verkehrssituation durch die Entstehung eines zusätzlichen Anziehungspunktes.

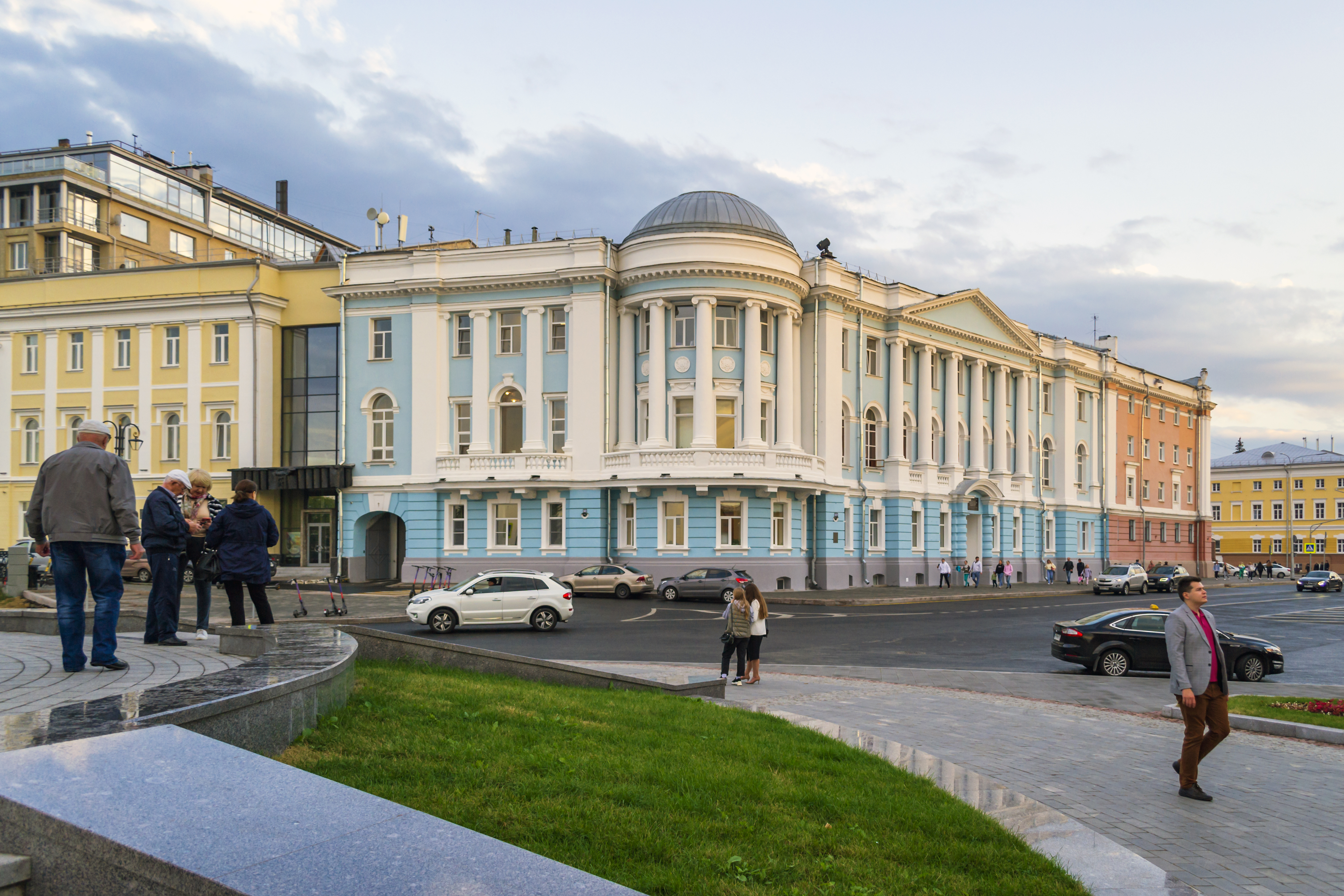
Medizinische Universität
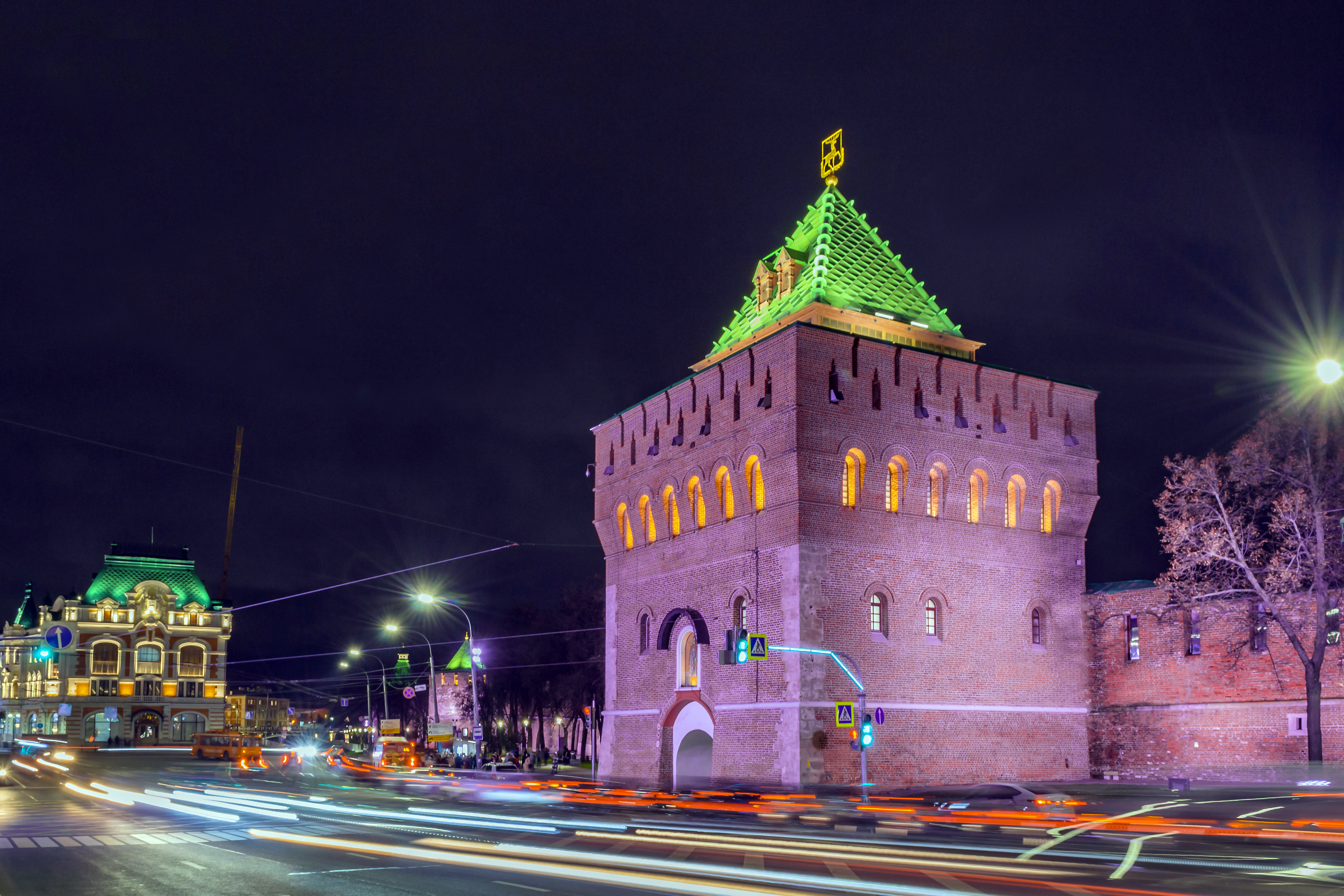
Der Heiligen Demetrios-Turm des Kreml und das Rathaus bei Nacht
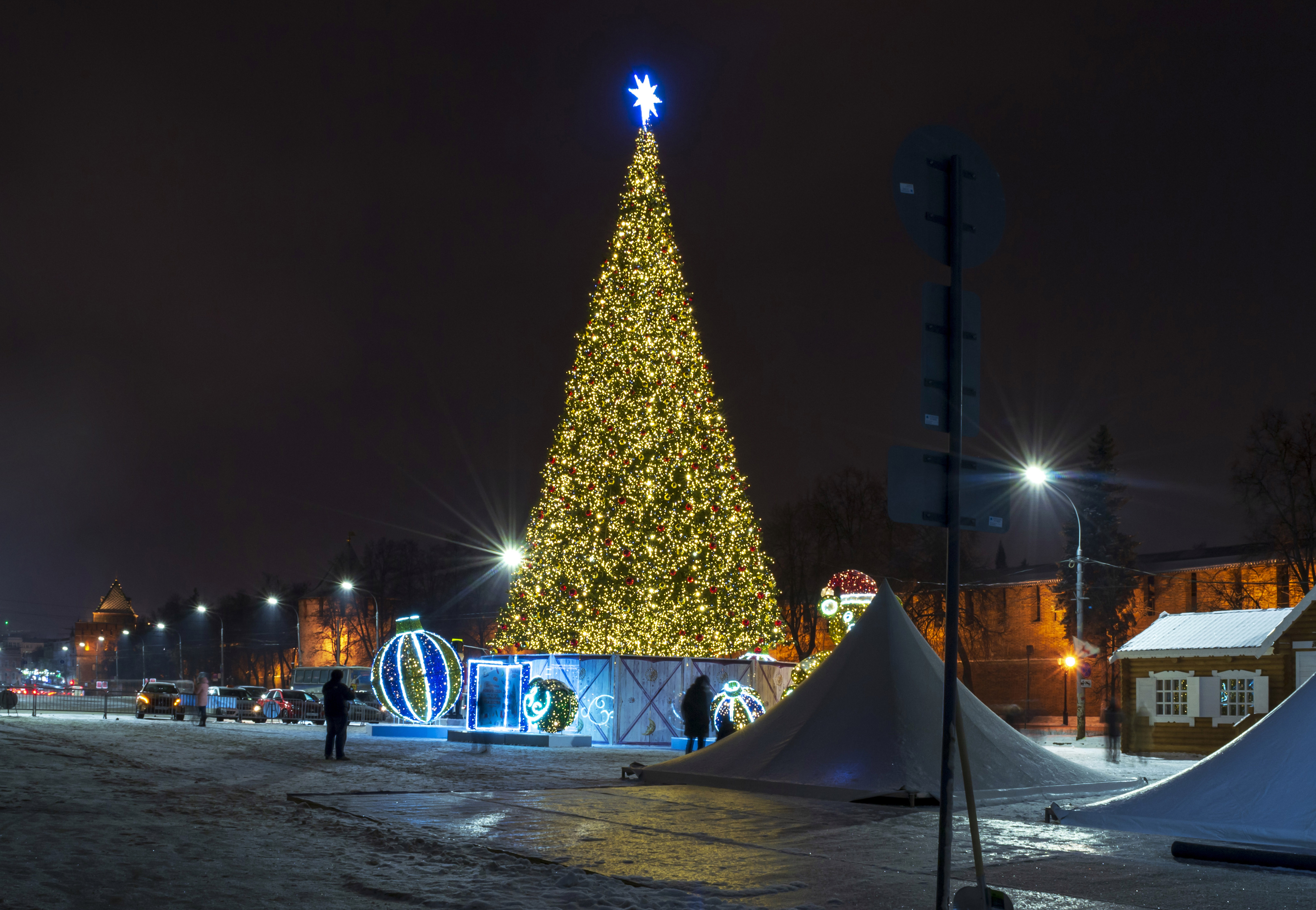
Neujahrsbaum auf dem Platz
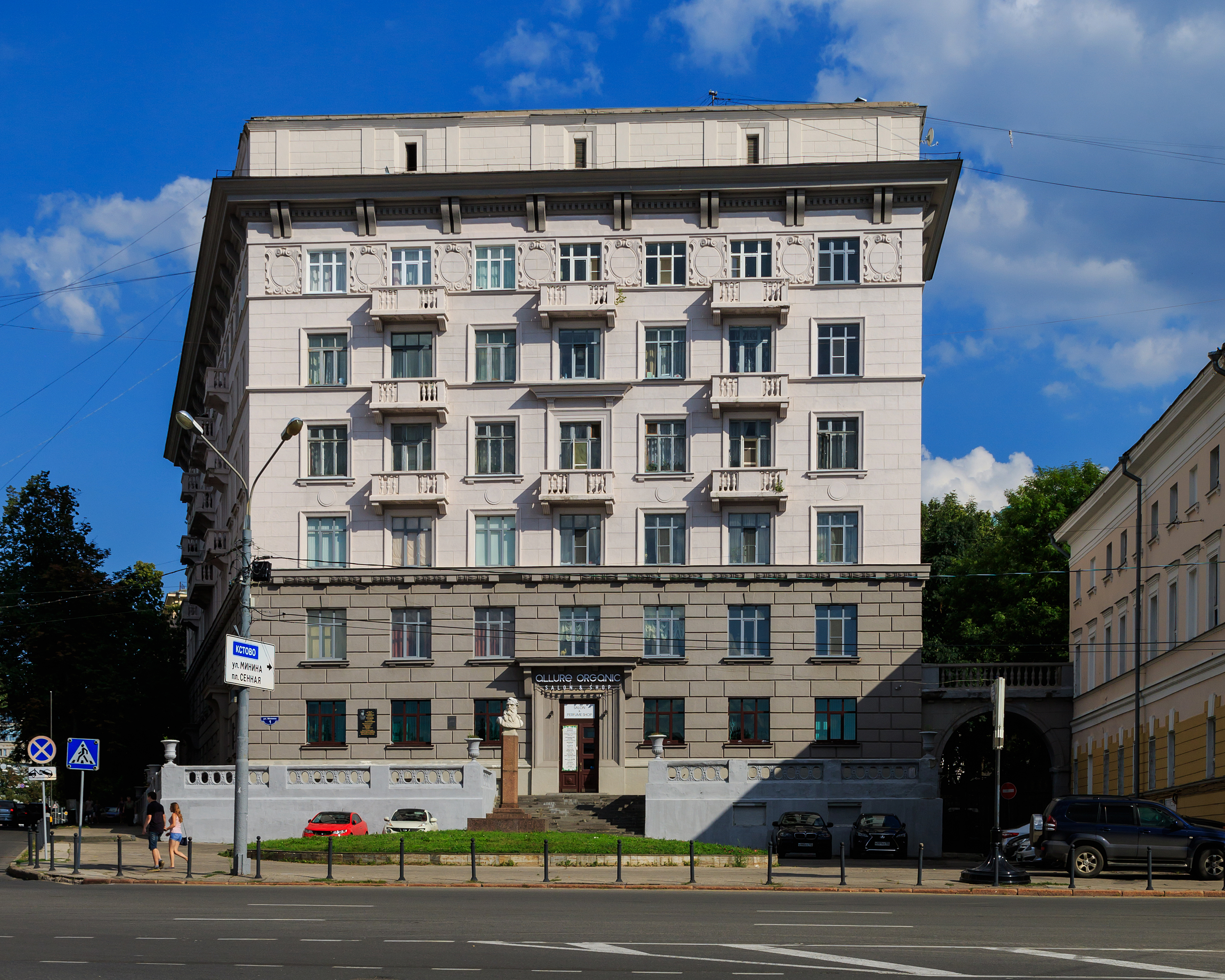
„Erstes“ Haus
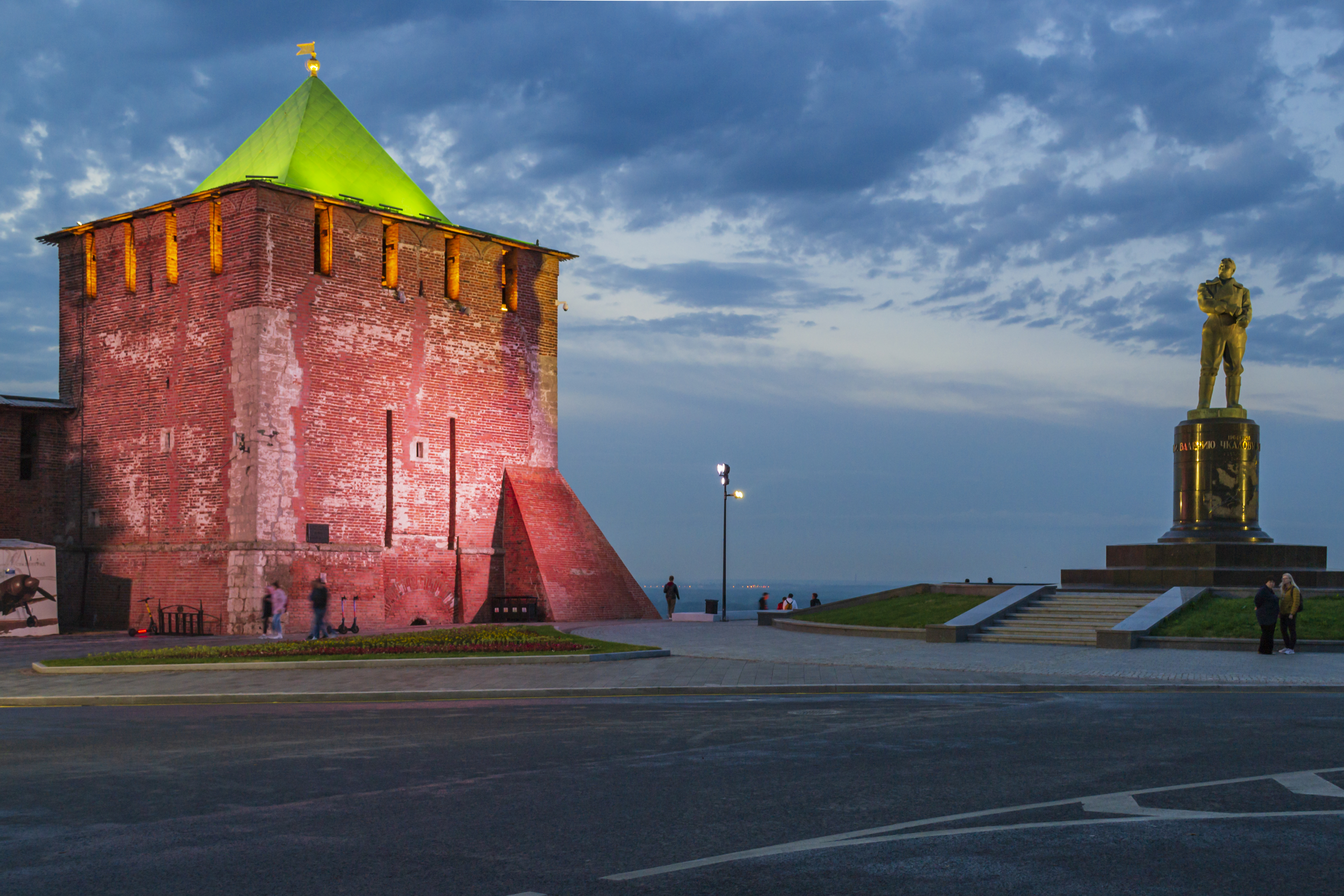
Turm des Heiligen Georg und denkmal für Waleri Tschkalow. 2021

## Lage
Von den Enden des Platzes gehen Selenski-Abstieg (südwestliches Ende) und St. George Abstieg (nordöstliches Ende). Aus dem Halbkreis des Platzes fünf Straßen radial abgehen: Poscharski, Bolschaja-Pokrowskaja, Aleksejewskaja, Warwarskaja und Uljanow. Aus dem Norden des Platzes die Minin-Straße und den Ober-Wolga-Böschung gehen.

## Hauptsehenswürdigkeiten
Rund um den Platz befinden sich die folgenden Gebäude und Strukturen (gegen den Uhrzeigersinn): der Kreml, der Palast der Arbeit, die Ausstellungshalle, das Einkaufszentrum „Aleksejewski rjad“, das erste Gebäude der Minin-Universität, das Gebäude der Staatlichen-Universität und Die Chorschule, Gymnasium Nr. 1, das zweite Gebäude der Minin-Universität, Wohngebäude auf der Minin-Straße, das erste Gebäude der Medizinischen Akademie.
Das Minin-Denkmal

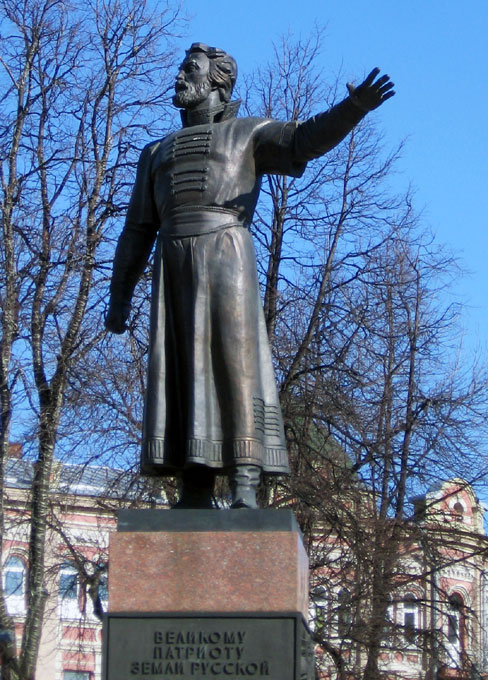
Das aktuelle Minin-Denkmal

Es befindet sich in der Mitte des Platzes vor Demetrius-Turm.

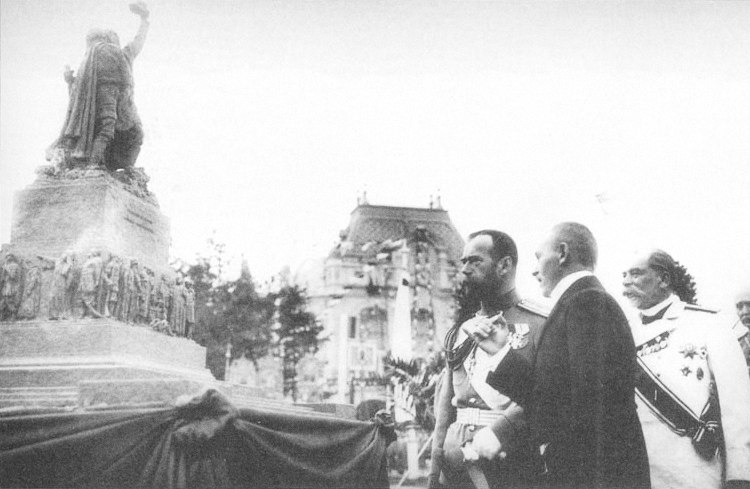
Nikolaus II. bei der Präsentation der Verlegung des Denkmals für Minin und Poscharski auf dem Verkündigungsplatz.

Die Idee, ein Denkmal für Kusma Minin und Prinz Poscharski auf dem Verkündigungsplatz zu errichten, war in der Nähe der Verwirklichung zu Beginn des 20. Jahrhunderts. Im Jahr 1912 wurde die Konkurrenz durch eine Skizze des Denkmals des Bildhauers Wladimir Simonow gewonnen, der das Recht erhielt, eine Skulptur zu schaffen. Am 17. Mai 1913, in Anwesenheit von Kaiser Nikolaus II., der die Stadt im Zusammenhang mit der Feier des 300-jährigen Jubiläums der Romanow-Dynastie besuchte, begann der Bau eines Denkmals. Aber der Erste Weltkrieg verhinderte die Installation des Denkmals, und im Jahre 1918 beschlossen die Bolschewiki, das Denkmal zu zerstören, das errichtet wurde. Granit-Sockel wurde für andere Zwecke verwendet, das Schicksal der Bronze-Skulptur ist unbekannt.
Während des Zweiten Weltkrieges entschied sich die Stadt, sich vor der sowjetischen Geschichte zu erinnern, um den patriotischen Geist des Volkes zu erheben. In Gorki wurde ein Wettbewerb von Skizzen des Denkmals von Minin angekündigt. Viele Bildhauer nahmen an der Konkurrenz teil, doch der Bildhauer Alexander Kolobow, der seine eigene Werkstatt hatte, begann vor dem Rest an dem Denkmal, während der Rest der Künstler noch Skizzen machte. Als Ergebnis wurde das Denkmal für Minin innerhalb von wenigen Monaten gemacht. Es wurde am 7. November 1943 eingeweiht und der Platz wurde zu Ehren von Minin-und-Poscharski umbenannt.
Die Figur von Minin war aus einem kurzlebigen Material – Beton. Es wurde in einer bronzenen Farbe gemalt. Im Sommer 1985 wurde ein Denkmal, das Reparatur oder Ersatz erfordert, abgebaut und nach Balachna, der Heimat des Helden, geschickt. Am 1. Juni 1989 wurde ein neues Denkmal vom Bildhauer Oleg Komow errichtet. Das alte Denkmal, im selben Jahr, wurde auf dem Sowjet-Platz in Balachna installiert.